# 腦動脈瘤
腦動脈瘤（cerebral aneurysm）是因於腦部動脈血管壁脆弱等原因，使得血管壁先天形成類似瘤狀的物體，因此稱為腦動脈瘤。腦動脈瘤的大小範圍從較小的1至2公釐到大型的30公釐以上都有。
動脈瘤內的血管壁因為欠缺中膜的存在，所以比較容易破裂；而因許多腦動脈瘤位於蛛網膜下腔，所以此症是蛛網膜下腔出血最大的肇因。且腦動脈瘤的患者中，有20%是多發性（多個瘤）的。

## 好發部位
腦動脈瘤會發於大腦動脈環（Willis環）中的： 
- IC-PC内頸動脈
- A-com動脈
- MCA動脈
- basilar top動脈

## 肇因
一般認為，腦動脈瘤的成因是因為患者的動脈血管先天中膜缺損，加以血管內的內彈性板斷裂，血液流過時因受血壓的負荷故導致血管膨脹成嚢狀。目前並不能排除此症是遺傳疾病，有研究結果也認為家族病史的人發病機率也比較高。此外，也有因為特殊原因而產生腦動脈瘤的，例如細菌性腦動脈瘤及外傷性腦動脈瘤。

## 症状
在腦動脈瘤破裂以前，患者原則上並不會出現任何症状。但如果瘤是長在内頸動脈或腦底動脈的分岐部位時，則可能壓迫到動眼神經而產生麻痺情形，此時應懷疑瘤有極大可能性將破裂，並應立即接受治療。此外，如果瘤的最大直徑已達2.5公分以上時（又稱巨大動脈瘤），被瘤壓迫的部位也會產生相關的症状。 

## 診斷
對疑似腦動脈瘤患者，可用腦血管造影作基本的檢查跟診斷；而對已確診的患者（尤其是準備接受手術的患者），腦血管造影是必要的檢查。但缺點是這種檢查是侵入式的，需將造影劑注入血管中。此外，也可以採用3D-CTA (3D-CT angiography)
方式，即把造影劑注入靜脈後攝影，此種方式比起腦血管造影對患者身體的負擔較小，也比較不容易對造影劑過敏。近期常用且侵襲性最小的方式是磁振血管攝影(MRA)，藉由調整影像的強度可以確認動脈瘤内是否已產生血栓化的情形。

## 治療

### 未破裂時
當發現有未破裂的腦動脈瘤時，應針對患者的生活背景、瘤的特徴、先前病史及醫療資源等因素做通盤的考量後，決定治療方式。若是不手術而是採行持續觀察的保守治療時，患者應戒煙、酒，治療高血壓、並且每半至1年接受1次檢查。若需要接受手術治療時，則會採用開顱術或是血管內介入治療等方式進行。

## 外部連結
- 脳卒中治療ガイドライン（日本脳卒中学会）: 脳卒中治療ガイドライン2009
- 脳ドックのガイドライン2014